# کانیی (بازیکن فوتبال)
کانیی (انگلیسی: Cañi؛ زادهٔ ۲۱ آوریل ۱۹۹۲) بازیکن فوتبال اهل اسپانیا است.
از باشگاه‌هایی که در آن بازی کرده‌است می‌توان به باشگاه فوتبال دپورتیوو لاکرونیا اشاره کرد.